# Pärlemorfjärilar
Pärlemorfjärilar (Heliconiinae) är en underfamilj av praktfjärilarna. Arterna liknar varandra mycket på vingarnas översida, som på rödgul botten har många i tvärrader ordnade svarta fläckar. Bakvingarnas undersida är däremot mycket växlande hos olika arter och visar fläckrader, som bildar mörkare och ljusare tvärband. Hos en del arter är de ljusa fläckarna blanka, silver- eller pärlemorglänsande. På andra har endast en eller annan fläck en matt glans, och hos ännu andra är de motsvarande fläckarna endast gulvita, gula eller brunröda. 
Larverna har sex rader taggar på ryggen. De flesta lever på violer. De kantiga pupporna har tvärs över ryggen en djup insänkning och är ofta prydda med silverfläckar. 

## Pärlemorfjärilar i Sverige
I Sverige finns cirka 20 arter (se lista med Nordens arter), av vilka den största (vingspann 53-65 mm) är den silverstreckade pärlemorfjärilen (Argynnis paphia) med undertill gröna bakvingar, övertvärade av fyra silverstrimmor. 
En vanlig art är den storfläckiga pärlemorfjärilen (Issoria latonia), med vingspann på 30–35 mm, som känns igen på bakvingarnas stora, blanka, skarpt begränsade silverfläckar på mörkt rödbrun botten. 
Den vanligaste arten och en av de vanligaste av alla dagfjärilar i Sverige är den brunfläckiga pärlemorfjärilen (Boloria selene), med vingspann på 30–44 mm, med bakvingarna undertill brokiga av rödbruna och gula band och svarta fläckar och endast matt antydd silverglans på kantfläckarna och en fläck på vingens mitt. 

## Bildgalleri

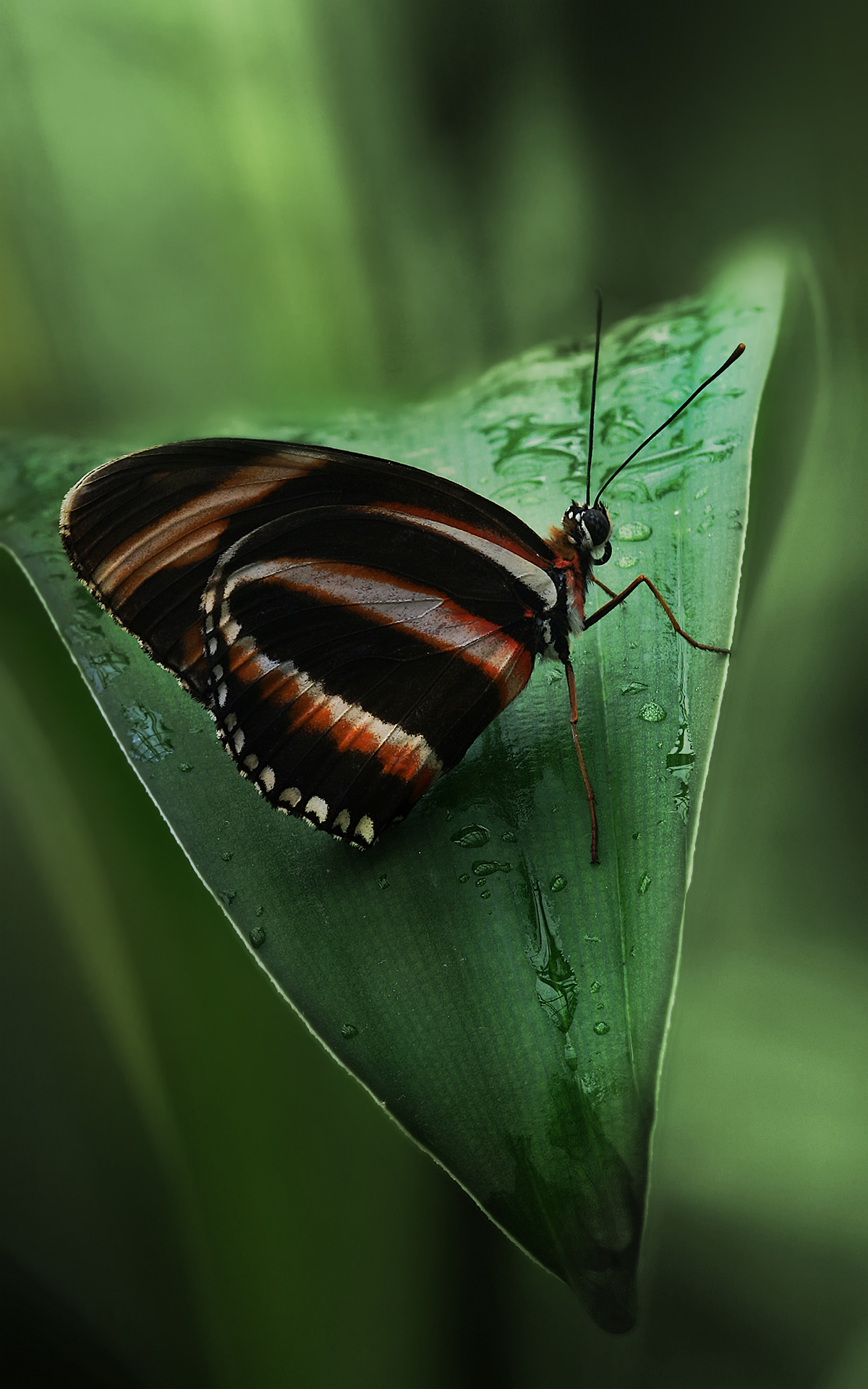
Heliconius hecale
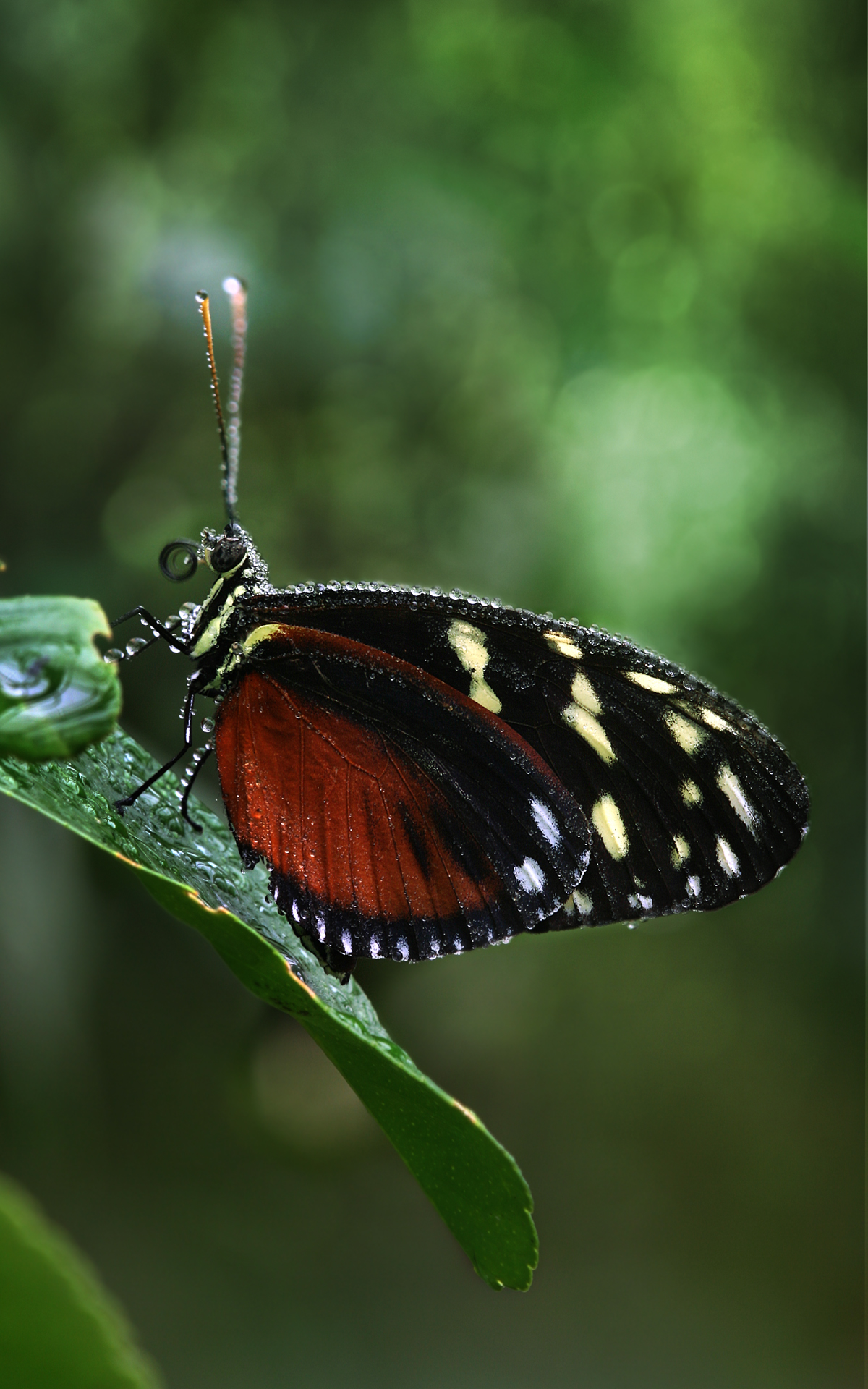
Heliconius ismenius
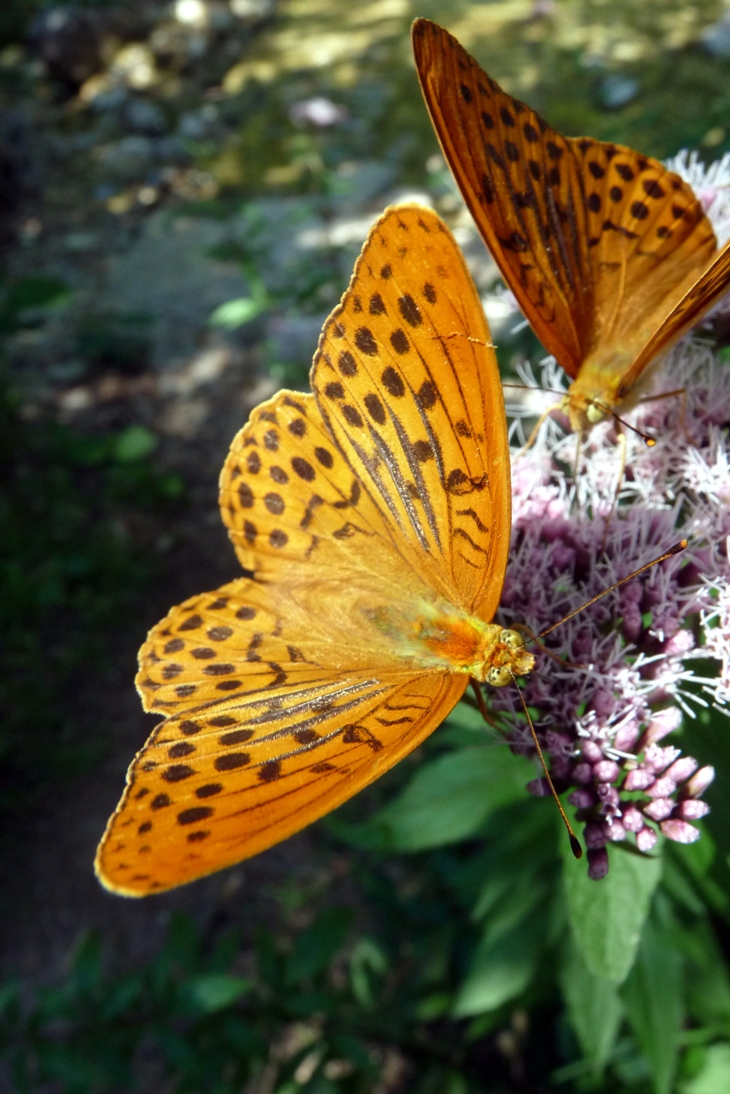
Argynnis paphia

## Systematik
Tribus och släkten:[källa behövs]
- Acraeini
  - Abananote
  - Acraea
  - Actinote
  - Altinote
  - Bematistes
  - Cethosia
  - Miyana
  - Pardopsis
- Argynnini
  - Argynnis
  - Boloria
  - Brenthis
  - Euptoieta
  - Issoria
  - Yramea
- Heliconiini
  - Agraulis
  - Dione
  - Dryadula
  - Dryas
  - Eueides
  - Heliconius
  - Philaethria
  - Podotricha
- Vagrantini
  - Algia
  - Algiachroa
  - Cirrochroa
  - Cupha
  - Lachnoptera
  - Phalanta
  - Smerina
  - Terinos
  - Vagrans
  - Vindula